# Fritz Feigl
Fritz Feigl (Viena, 15 de maio de 1891 — Rio de Janeiro, 23 de janeiro de 1971) foi um militar, professor, químico e pesquisador austríaco, naturalizado brasileiro.
Fritz foi o criador e idealizador da Análise de Toque, uma técnica simples e eficiente na qual provas analíticas são executadas numa só ou em poucas gotas de soluções sem utilizar instrumentação.

## Biografia
De família burguesa com boa base cultural, formou-se em humanidades em 1914 e química na Universidade Técnica de Viena. Lutou na Primeira Guerra Mundial chegando à patente de capitão com medalhas de Bronze e de Prata, bem como com a Cruz do Serviço Militar por ter sido ferido na frente russa de batalha. Concluiu o doutorado na Universidade de Viena em 1920. Em decorrência do nazismo, que anexou a Áustria a Alemanha e sendo judeu, foi com a esposa Regine Feigl e filho para a Bélgica, França e, finalmente, Brasil, chegando ao Rio de Janeiro em dezembro de 1940.
No Brasil trabalhou no Departamento Nacional de Produção Mineral. Tornou-se membro da Pontifícia Academia de Ciências do Vaticano, da Real Academia de Gotemburgo, da Academia Austríaca de Ciências e da Academia Brasileira de Ciências. Escreveu inúmeros livros traduzidos em várias línguas. Foi professor honoris causa em diversas universidades pelo mundo.

## Morte
Fritz morreu em 23 de janeiro de 1971, na capital fluminense, devido a uma trombose.

## Homenagens
O mais importante prêmio para profissionais da química, no Brasil, leva o nome de Prêmio Fritz Feigl e no filme brasileiro "Tempos de Paz", pouco antes dos créditos finais, são homenageadas várias personalidades que trocaram a Europa pelo Brasil fugindo da Segunda Guerra Mundial e entre estes, encontra-se a imagem de Fritz Feigl. Em 1956, ele recebeu o título de doutor honoris causa da Universidade de São Paulo.

## Publicações
- Qualitative Analyse mit Hilfe von Tüpfelreaktionen, 1931
- Chemistry of specific, selective and sensitive reactions, 1949
- Spot tests in inorganic analysis, 1958
- Spot tests in organic analysis, 1966